# 流星 (1949年の映画)
『流星』（りゅうせい）は、1949年に公開された阿部豊監督の日本映画。
富田常雄の同名小説が原作。

## スタッフ
- 監督 - 阿部豊[1]
- 製作 - 青柳信雄[1]

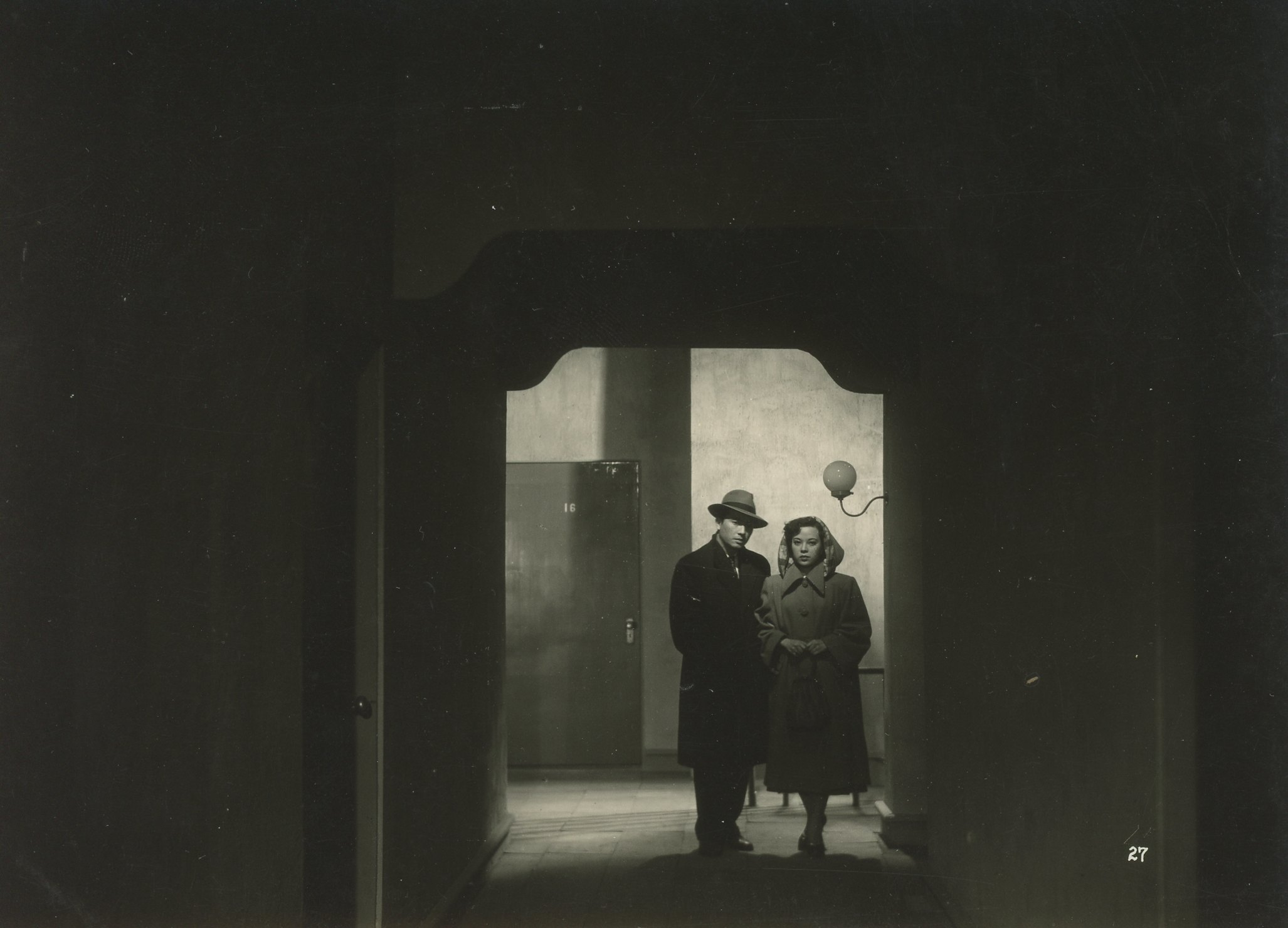
若原雅夫（左）と山口淑子（右）

- 脚本 - 館岡謙之助、阿部豊[1]
- 原作 - 富田常雄[1] 小説『流星』
- 撮影 - 山中進[2][3]
- 美術 - 進藤誠吾[1]
- 音楽 - 服部良一[2]
- 主題歌 - 「恋の流れ星」、「懐かしのタンゴ」 詩：佐伯孝夫 曲：服部良一 歌：山口淑子[4]
- 録音 - 村山絢二[4]
- 照明 - 佐藤快哉[1]
- 編集 - 後藤敏男[4]

## キャスト
- 大日方伝 - 藤岡俊作[1]
- 山村聡 - 松井義夫[1]
- 山口淑子 - 原口愛子[1]
- 野上千鶴子 - 松井恵美子[1]
- 若原雅夫 - 速水恭輔[1]
- 中村彰 - 三島[1]
- 伊沢一郎 - 金山[1]
- 千明みゆき - ナナ子[1]
- 鳥羽陽之助[4]
- 久保春二[4]
- 冬木京三[4]
- 若月輝夫[4]
- 鮎川浩[4]
- 寺島新[4]
- 大倉文雄[4]
- 杉寛[4]
- 児玉一郎[4]
- 木場福地[4]
- 川部守一[4]
- 中原謙二[4]
- 有馬新二[4]
- 生方明[4]
- 山田長正[4]
- 松尾文人[4]
- 廣瀨康治[4]
- 泉麗子[4]
- 三園ユリ[4]
- 榎本美佐江[4]
- 藤村昌子[4]
- 花岡菊子[4]